# ARM Cortex-A710
ARM Cortex-A710是一個首代基於ARMv964位指令集架構設計的中央處理器以及ARM內核。由安謀控股旗下奧斯汀設計中心的奧斯汀團隊設計，這是ARM奧斯汀系列的第四代也是最後一代。

## 設計
ARM Cortex-A710是ARM Cortex-A78的繼任產品，能效比提高30%，性能提升10%并且機器學習性能提升2倍。ARM Cortex-A710是唯一支持EL0 AArch32的Armv9核心，并擁有10週期流水線。

## 批評
Cortex A710的功耗高於上代A78，但效能只有少幅度增加，三星工藝下的A710能耗比更退步至相若於前兩代的A76。這導致搭載A710的處理器發熱及耗電嚴重，例如Snapdragon 8 Gen 1還有三星的Exynos 2200。